# Eupetomena cirrochloris
El colibrí apagado o colibrí sombrío (Eupetomena cirrochloris) es una especie de ave apodiforme de la familia Trochilidae —los colibríes—, una de las dos pertenecientes al género Eupetomena, anteriormente colocada en el género monotípico Aphantochroa. Es endémica del este de Brasil.

## Distribución y hábitat
Se distribuye por el este y parte del centro oeste de Brasil, desde Pernambuco hacia el interior hasta Goiás y Mato Grosso do Sul y hacia el sur hasta Río Grande del Sur.
Esta especie es considerada común a localmente común, excepto en Río Grande del Sur donde es más rara, en sus hábitats naturales: los bordes y el sotobosque de bosques húmedos, plantaciones, jardines y crecimientos secundarios. A menudo reportada como siendo endémica de la Mata Atlántica, pero se ha registrado en zonas de transición entre el cerrado y la caatinga.

## Sistemática

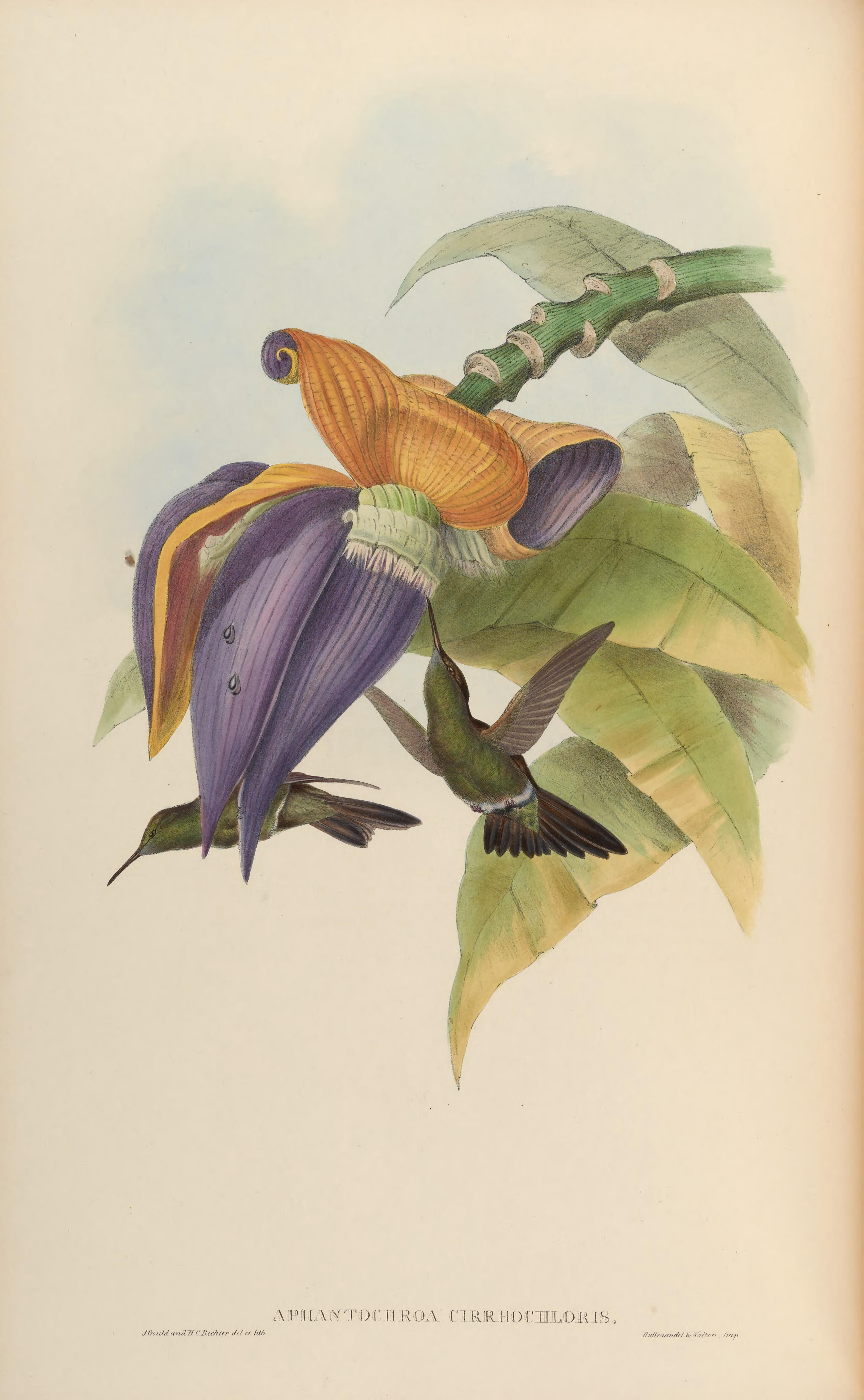
Aphantochroa cirrochloris, ilustración de Gould y Richter en A monograph of the Trochilidae, or family of humming-birds 2, 1861.

### Descripción original
La especie E. cirrochloris fue descrita por primera vez por el naturalista francés Louis Pierre Vieillot en 1818 bajo el nombre científico Trochilus cirrochloris; su localidad tipo es: «Brasil», restringido para «Río de Janeiro».

### Etimología
El nombre genérico femenino «Eupetomena» se compone de las palabras del griego «eu» que significa ‘bueno’ y «petomenos» que significa ‘siempre sobre las alas’, ‘volando’; y el nombre de la especie «cirrochloris» se compone de la palabra del latín moderno «cirrhus» que significa ‘gris’ y del griego «khlōros» que significa ‘verde’.

### Taxonomía
La presente especie fue históricamente colocada en el género monotípico Aphantochroa y también, junto a Eupetomena macroura, ya habían sido colocadas en el género Campylopterus con base en la característica de las alas con los raquis achatados de las remeras externas de los machos adultos (alas de sable). Sin embargo, los estudios filogenéticos de McGuire et al. (2014) encontraron que ambas especies eran parientes apenas distantes de los Campylopterus y que eran hermanas entre sí. Stiles et al. (2017) propusieron la fusión del género Aphantochroa dentro de Eupetomena. Este cambio taxonómico fue reconocido por el Comité de Clasificación de Sudamérica (SACC) en la Propuesta N.º 781.
Es monotípica.